# Karl Kühlthau
Karl Kühlthau (* 19. März 1826 in Oberzell im Main-Kinzig-Kreis; † 16. September 1894 ebenda) war ein deutscher Bürgermeister und Mitglied der Zweiten Kammer der kurhessischen Ständeversammlung.

## Leben
Karl Kühlthau war in seinem Heimatort Oberzell als Bürgermeister tätig, als er 1861 ein Mandat für die Zweite Kammer der kurhessischen Ständeversammlung erhielt. Er wurde im Wahlkreis Schlüchtern (Land) in das Parlament gewählt, das nach den Unruhen im Jahre 1830 zum Zweck der Beratung und Verabschiedung einer Verfassung gebildet wurde und bis 1866 Bestand hatte, als das Land Hessen durch Preußen annektiert wurde.
1862 endete sein Amt.